# La musica non è una cosa seria
La musica non è una cosa seria è un singolo del gruppo musicale italiano Lo Stato Sociale, pubblicato il 20 giugno 2015 come quarto estratto dall'album L'Italia peggiore.

## Tracce
1. La musica non è una cosa seria – 4:05
2. L'invenzione dei piedi (feat. Sio) – 5:56

## Formazione
- Alberto "Albi" Cazzola - voce, basso
- Francesco "Checco" Draicchio - sintetizzatore, sequencer, programmazione, percussioni
- Lodovico "Lodo" Guenzi - voce, chitarra, pianoforte
- Alberto "Bebo" Guidetti - drum machine, programmazione, sintetizzatore, sequencer
- Enrico "Carota" Roberto - voce, sintetizzatore, pianoforte, rhodes, programmazione